# Egon Tschirch

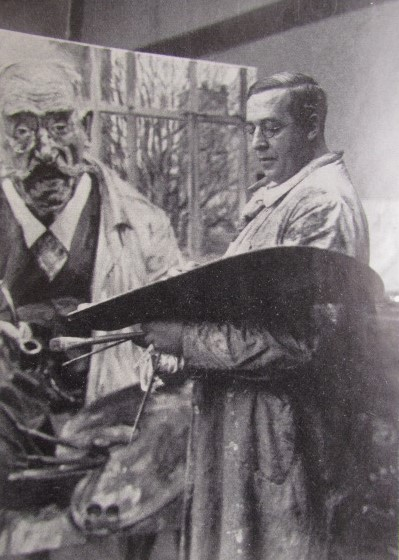
Egon Tschirch en 1928 frente al Retrato del Profesor Franz Bunke

Julius Louis Hans Egon Tschirch  (nacido el 22 de junio de 1889 en Rostock; † el 5 de febrero de 1948 en Rostock ) fue un pintor alemán. Se le considera uno de los artistas más importantes de Mecklemburgo y fue uno de los cofundadores de la Asociación de Artistas de Rostock en 1919. 

## Vida y obra

### Juventud y formación en elImperio Alemán
De 1907 a 1912, Egon Tschirch se estudió en los tres centros de formación artística más renombrados de Berlín.
Primero estudió durante dos semestres en el instituto de enseñanza del Kunstgewerbemuseum con Bruno Paul. En el semestre de invierno de 1908, Tschirch estudió con Viktor Mohn en la Escuela Real de Artel.  En julio de 1910 aprobó con éxito el examen de profesor de dibujo. De 1911 a 1912 estudió en la Real Academia de Bellas Artes con Anton von Werner.  En 1913, Tschirch instaló un estudio en Rostock y organizó por primera vez una exposición de sus obras. Las experiencias de un viaje de estudios al sur de Francia y Túnez en 1914 le fueron innovadoras por los característicos colores vivos de sus obras posteriores. 
Después de ser herido varias veces como soldado en la Primera Guerra Mundial, Tschirch realizó carteles, folletos y postales de campaña para la oficina de prensa de guerra en Berlín tras su recuperación parcial en 1917/18.  Éste había contratado al artista para el departamento de propaganda visual. En este contexto se encuentran los carteles de perseverancia, que describen en colores oscuros los objetivos de guerra de los aliados. Después del final de la guerra regresó a Rostock y en 1918 abrió un estudio.

### Avance artístico en laRepública de Weimar

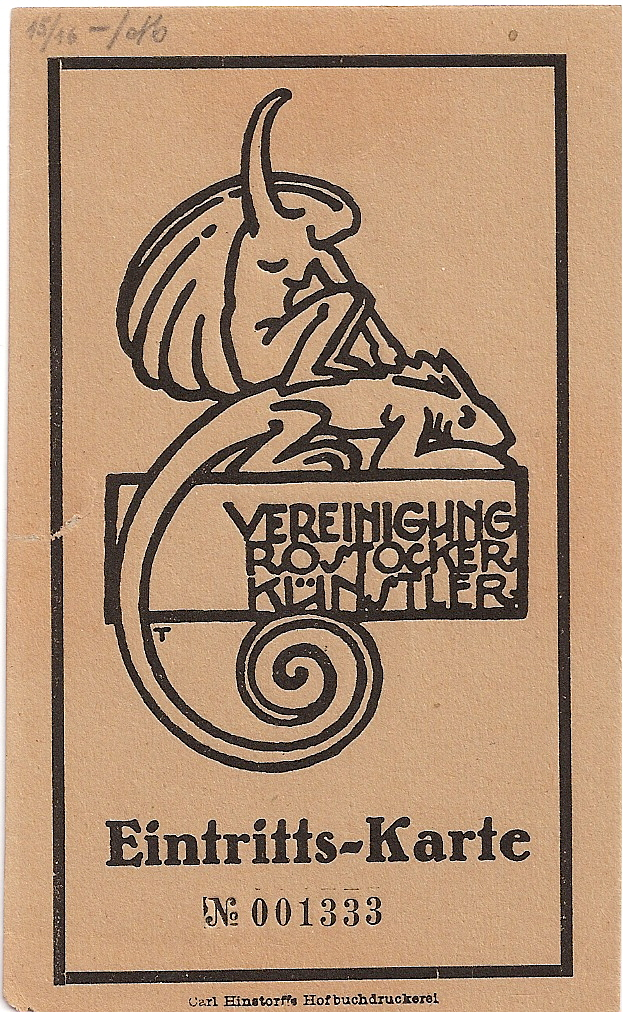
Emblema de la Asociación de Artistas de Rostock (1919)

Egon Tschirch fue uno de los miembros fundadores de la progresista Asociación de Artistas de Rostock en 1919, junto con Thuro Balzer, Rudolf Bartels, Walter Butzek, Bruno Gimpel y Hans Emil Oberländer. 
Su fase creativa más importante abarca el período comprendido entre 1919 y finales de los años 1920. Tschirch probó varios estilos como pintor y sus expresivas obras daban lugar regularmente a debates controvertidos. 

Es ist auch diesmal nicht anders, wie auf jeder Tschirch-Ausstellung: stumm und starr einzelne Besucher, entsetzte Mienen bei anderen, fluchtartiges Verlassen des Lokals und bissige Bemerkungen auch bei sonst ernstgerichteten Menschen. Im Gegensatz dazu wieder Besucher, die in der kleinen Ausstellung stundenlang und mit größtem Genuß verweilen können und die wiederholt ihren Weg dahinnehmen.
Mecklenburgische Warte, 5. August 1922

- “Esta vez no es diferente, como en todas las exposiciones de Tschirch los visitantes permanecen silenciosos y rígidos, otros tienen expresiones de horror, la gente sale apresuradamente y hace comentarios bruscos, incluso personas por lo demás serias. Por el contrario, hay visitantes que pueden pasar horas en la pequeña exposición con gran placer y que vuelven repetidamente”.

– Mecklenburgische Warte, 5 de agosto de 1922
Algunos ejemplos destacados de esta fase creativa son cuadros como Barcos con pescadores (1922) en el Museo de Historia Cultural de Rostock y Pescadores de Warnow (1923) en la Galería de Arte de Rostock.  

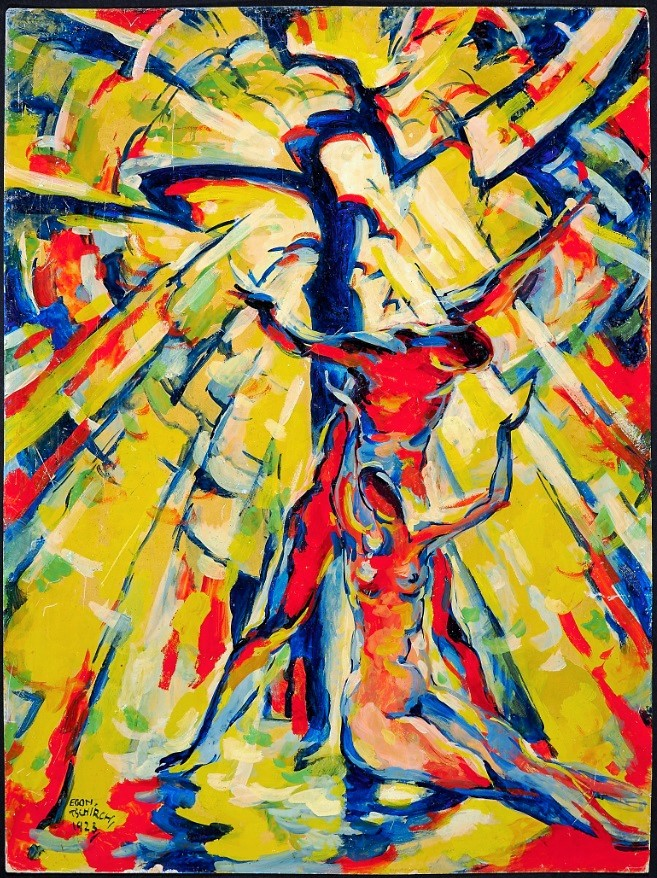
El Cantar de los Cantares (1923)

En 1923, Tschirch creó su ciclo de imágenes expresionistas para el Cantar de los Cantares.  En el apogeo de su obra, en 1928, se le consideraba “la personalidad pictórica más fuerte de la actualidad de Mecklemburgo”, a quien se comparaba con Oskar Kokoschka y cuyos cuadros se exponían con obras de Lovis Corinth en el Museo Estatal de Schwerin. 

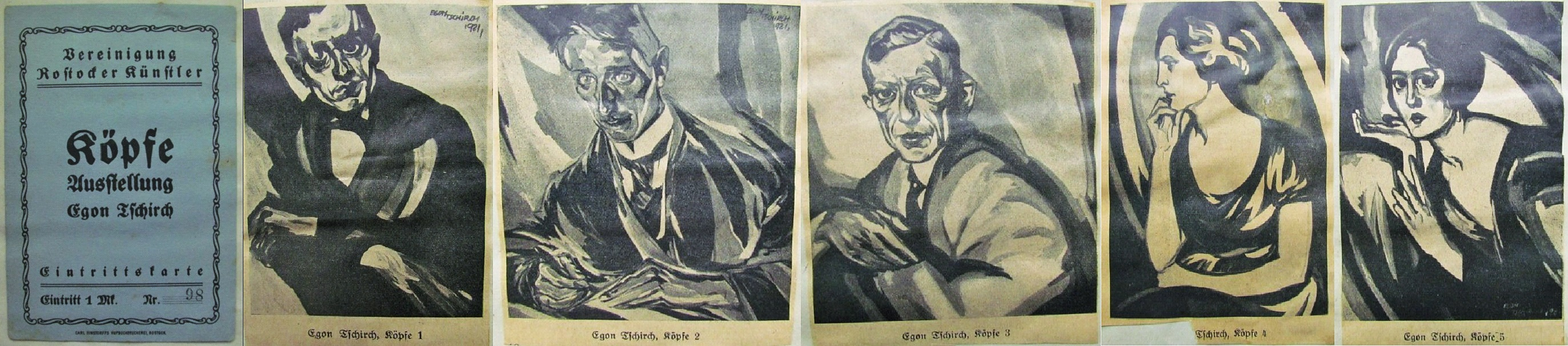
Cabezas (1921)

Tschirch también es considerado un maestro del arte del retrato, ya que era capaz de captar el carácter y los rasgos de los retratados de forma muy sucinta.  Retrató a numerosas personalidades de la burguesía de Rostock y Mecklemburgo. Ejemplos de ello son los retratos de Peter E. Erichson (1919), Max Samuel (1920) y veinte “cabezas” sólo con números (1921). 
Como artista comercial Tschirch ilustró numerosos libros y desarrolló tanto el primer logotipo editorial de Hinstorff Verlag como el emblema M&O para la cervecería Mahn & Ohlerich de Rostock.  Durante la crisis económica de la gran inflación 1921-1922, fue uno de los cinco artistas encargados por las ciudades de Mecklemburgo para diseñar billetes de emergencia, los llamados Reutergeld. 

### Estancamiento durante la eranacionalsocialista

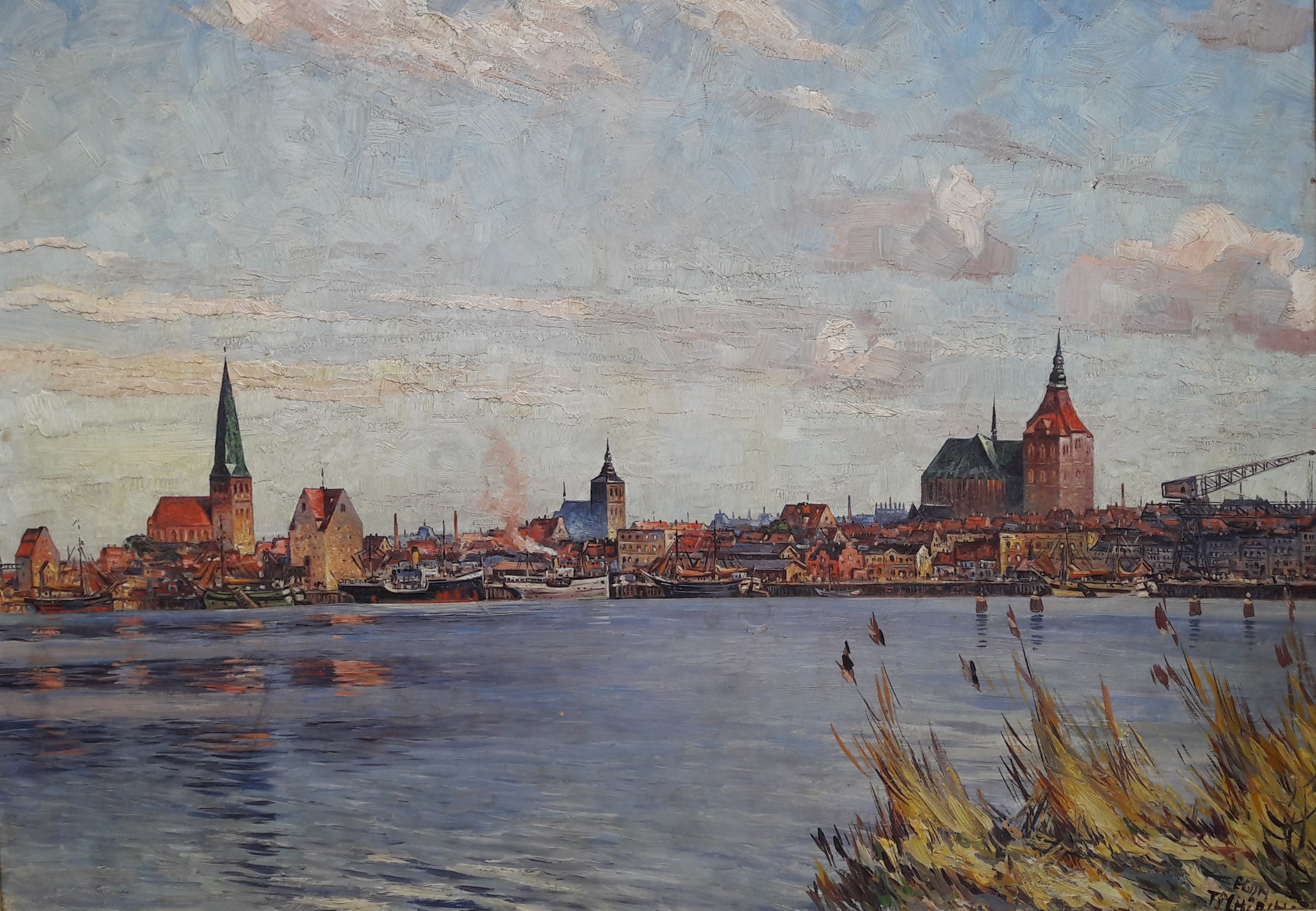
Rostock (1936)

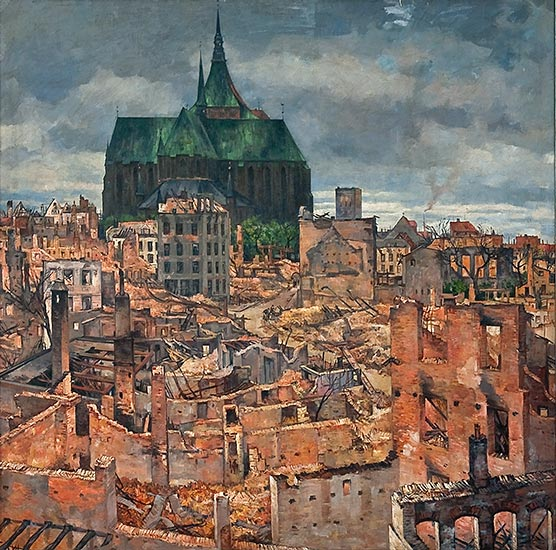
La ciudad destruida (1942), Iglesia de Santa María, Rostock

Sin embargo, desde principios de los años 30 no tuvo ningún desarrollo artístico adicional.  Su estilo –ahora realista– encajaba bien con los tiempos que corrían. Tschirch simpatizó con el nacionalsocialismo emergente y se unió al NSDAP durante algunos años.  Fue miembro de la Cámara de Bellas Artes del Reich. Hay constancia de su participación en la “Exposición de Primavera Alemana de la Liga de Lucha por la Cultura Alemana, Grupo Local de Dortmund” en Dortmund en 1934. La percepción pública del pintor se incrementó gracias a las obras por encargo.  Estas contribuyeron a mantener su prosperidad, pero también le dieron una reputación de proximidad al régimen nazi.
A pesar de esto, en el verano de 1937 surgieron discusiones sobre si las obras de principios de la década de 1920 debían clasificarse como “degeneradas”. Sus defensores del Museo Estatal de Schwerin lo impidieron. 
En vista de la destrucción casi total de su ciudad natal en 1942, Tschirch plasmó en un cuadro de gran formato las ruinas de Rostock y la iglesia de Santa María emergiendo de ellas.  La confianza que todavía tenía al comienzo de la guerra se convirtió en resignación y distanciamiento interno de la dirección nacionalsocialista. 

### Últimos años en lazona de ocupación soviética
Después del final de la guerra en 1945, Tschirch pudo volver a dedicarse a la pintura como profesión. El realismo de su obra fue igualmente apreciado por los vencedores soviéticos ya que encajaba con sus postulados estéticos. Además de paisajes urbanos, naturalezas muertas y paisajes rurales, ahora también retrataba a líderes soviéticos.
Jutta Adler, amante, musa y modelo de Tschirch desde 1920, murió en octubre de 1946, lo que le afectó gravemente y le hizo encerrarse cada vez más en sí mismo.  Egon Tschirch murió sin hijos en 1948, a la edad de 58 años.  Su tumba se encuentra en el Cementerio Nuevo de Rostock.

## Recepción
En la RDA sólo en 1951 se celebró una exposición conmemorativa en el Museo de Rostock. Con motivo de su centenario no tubo ningún honor en el año crítico de 1989. 
Desde mediados de los años 1990 la obra de Egon Tschirch ha vuelto a ser cada vez más conocida. La década de 1920, como fase creativa más importante, es el centro de esta reevaluación. En 1998 y 2015 se llevaron a cabo exposiciones especiales en el Museo de Historia Cultural de Rostock.  En 2016, el Retrato de Max Samuel volvió a mostrarse al público después de 65 años.  En 2017, el ciclo de imágenes redescubierto del “Cantar de los Cantares” se expuso en el Museo de Arte de Ahrenshoop por primera vez desde 1924.  La primera monografía sobre el artista se publicó en 2020 con motivo de una amplia exposición de su obra en Rostock. 
Mechthild Mannewitz es el único artista residente en Rostock que fue alumno de Egon Tschirch. 
El Museo de Historia Cultural de Rostock cuenta ahora con la colección de sus obras más grande de Alemania. Se pueden encontrar más de sus pinturas en el Museo Estatal de Schwerin, en la Galería de Arte de Rostock, en el Museo de Arte de Ahrenshoop, en el Museo Histórico Alemán de Berlín, en el Museo Folkwang de Essen, en Leipzig y Stralsund. 

## Galería

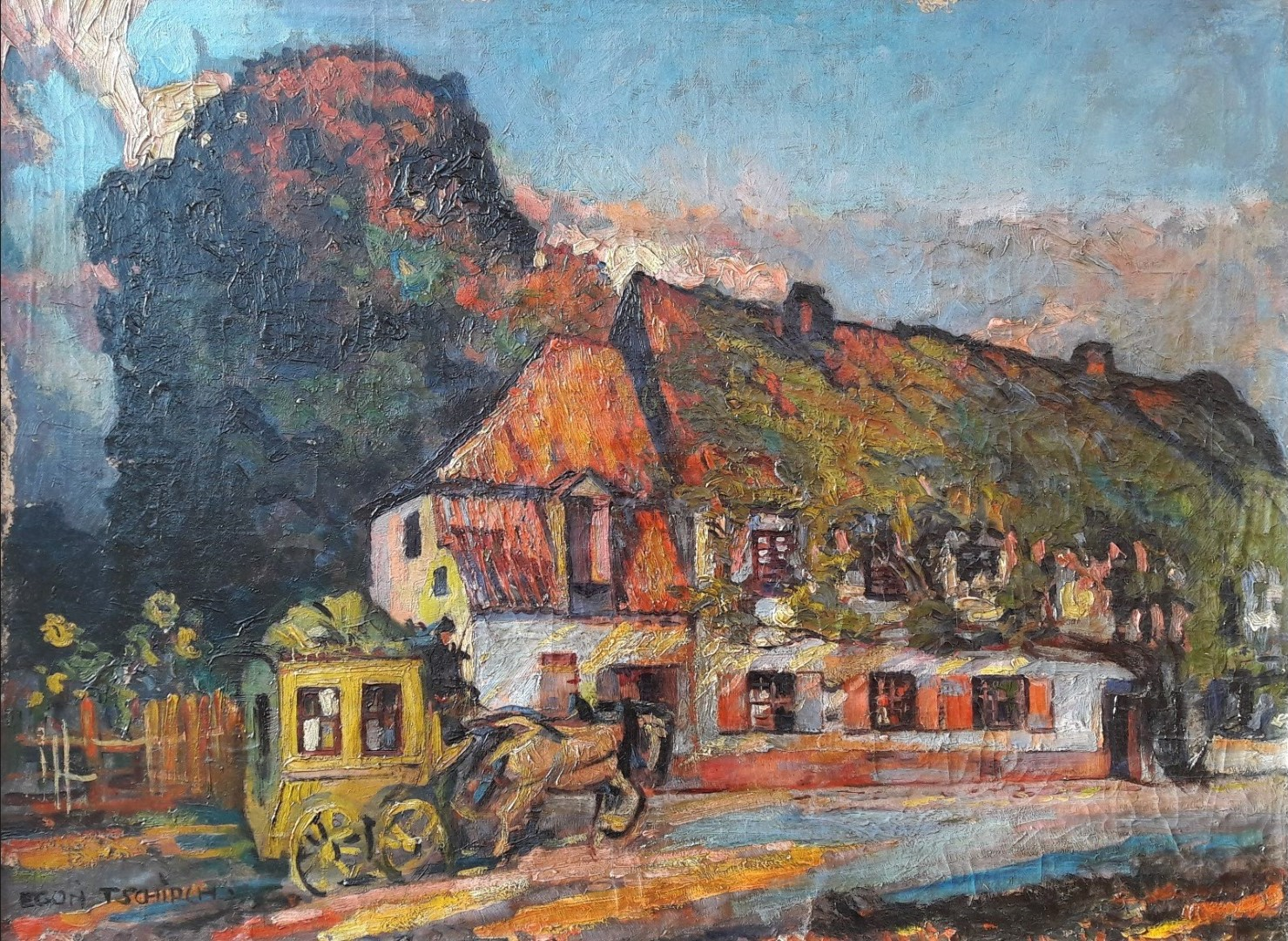
Weisses Kreuz (1913)
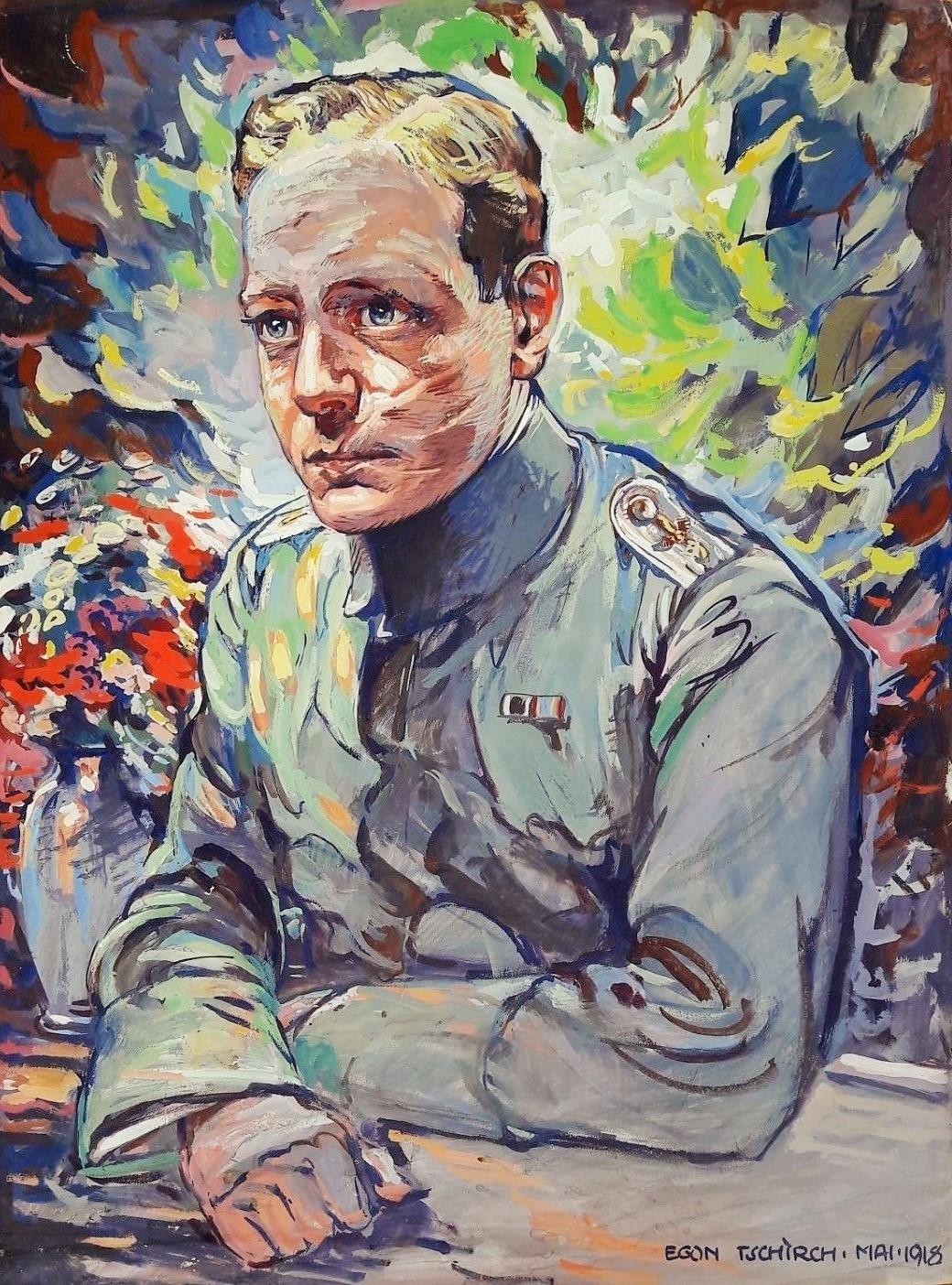
Hans Tschirch †1918 (1918)
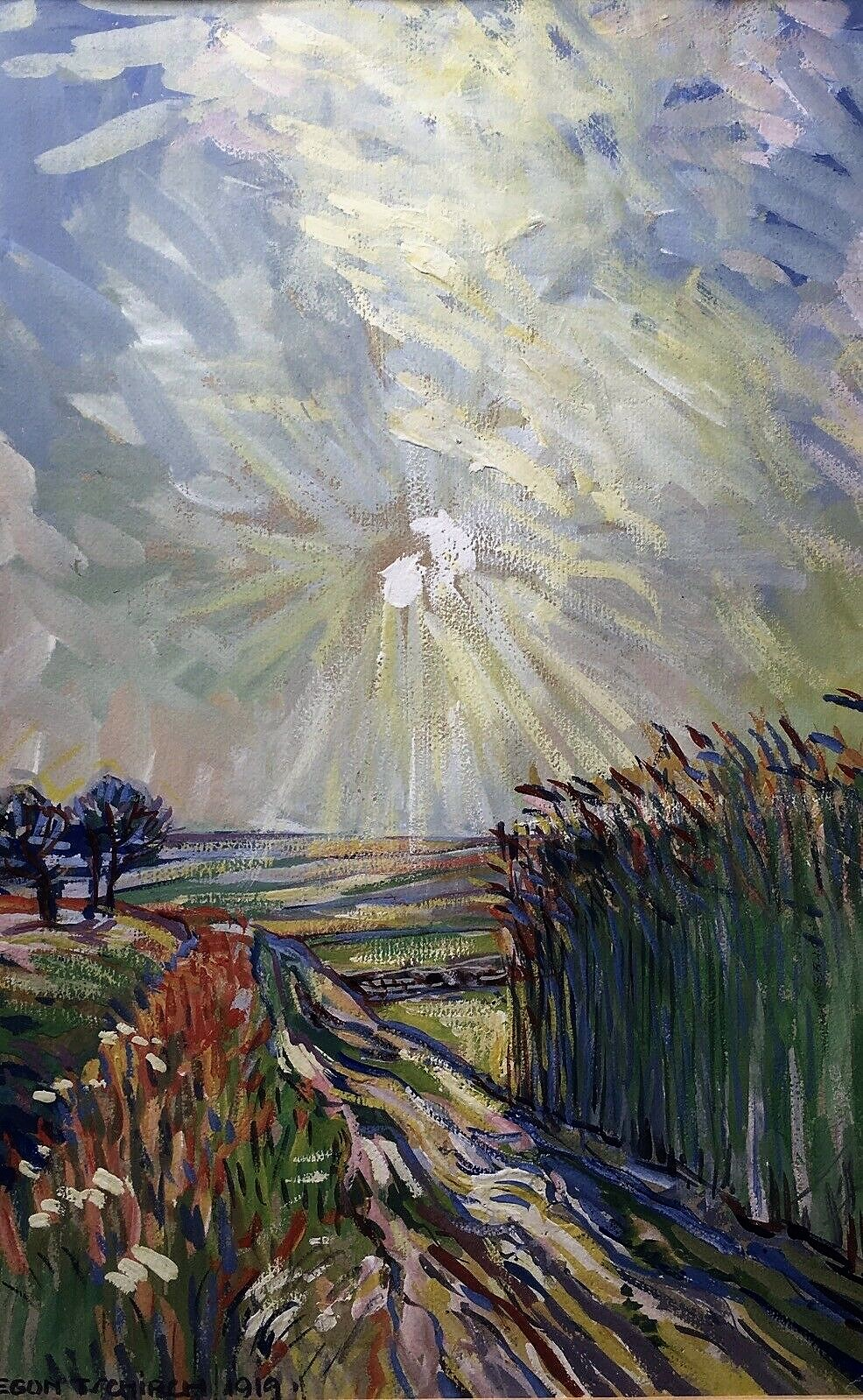
Sommertag (1919)
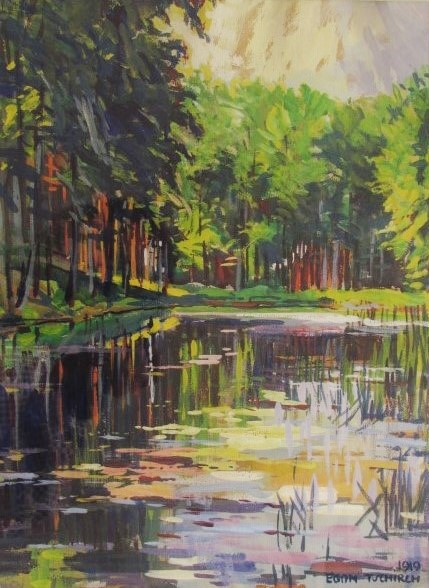
Hütter Wohld (1919)
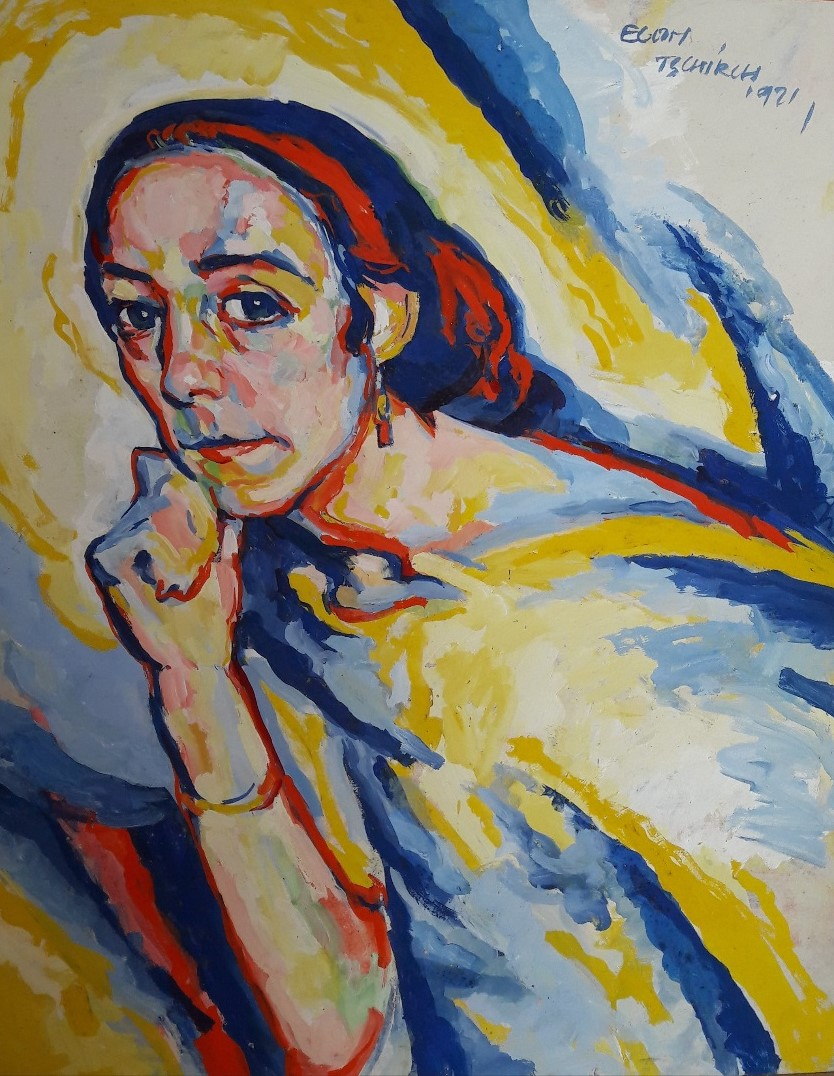
Line Ristow – Köpfe (1921)
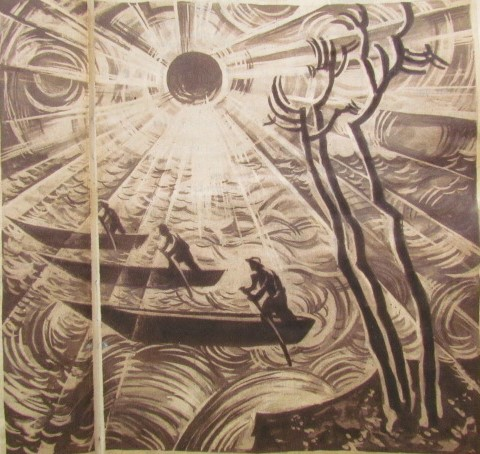
Studie zu Warnowfischer (1923)
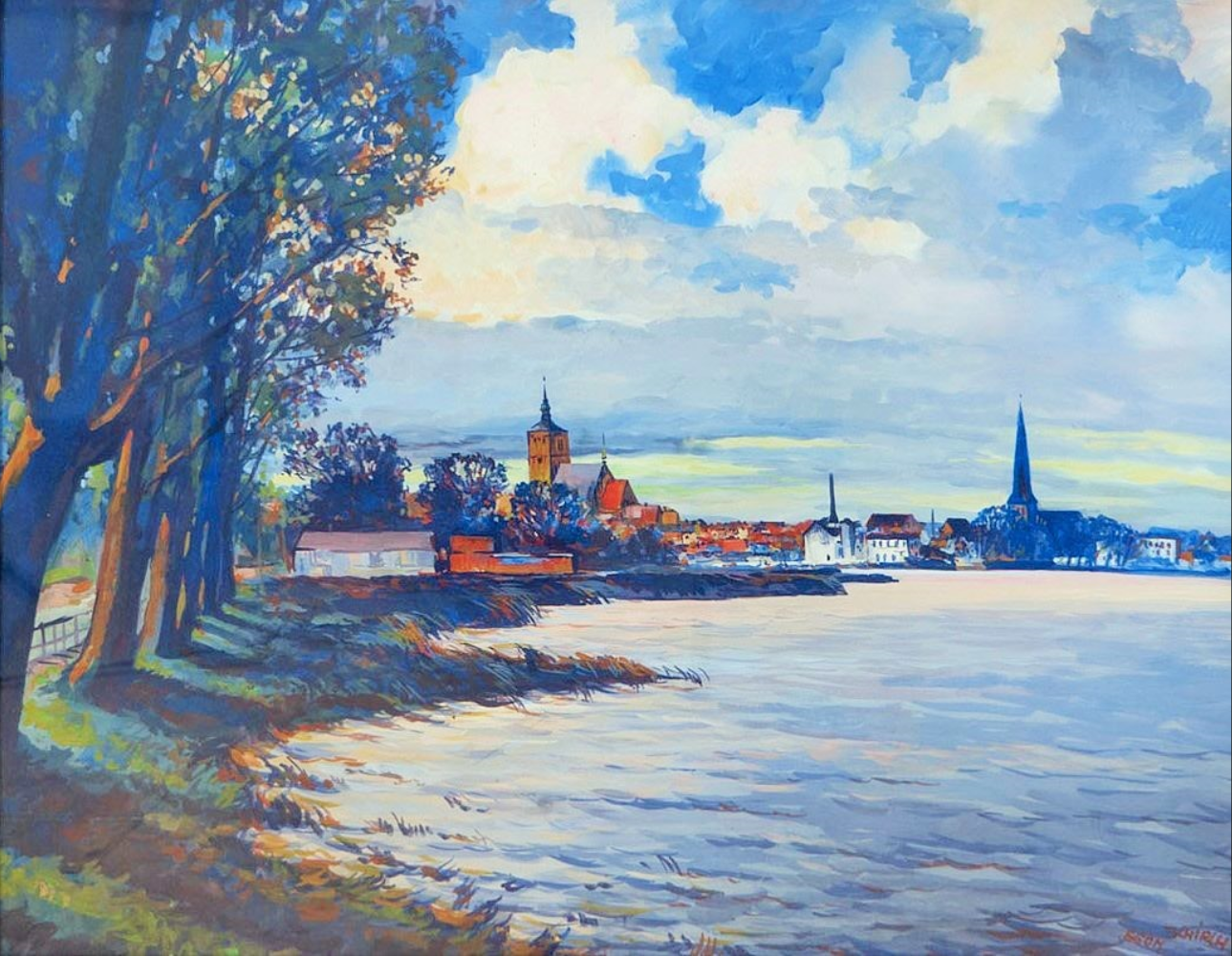
Rostock – Blick vom Mühlendamm (o. J.)
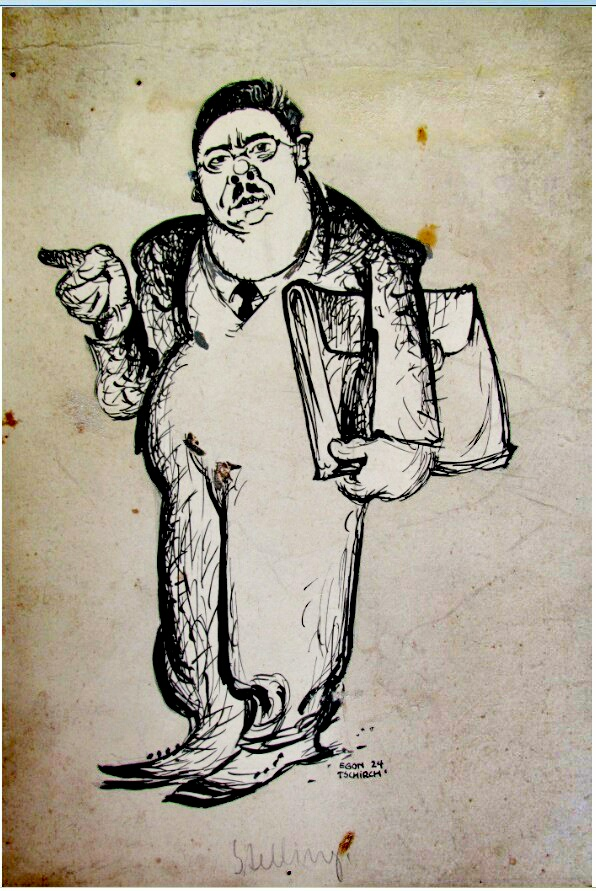
Johannes Stelling (1924)
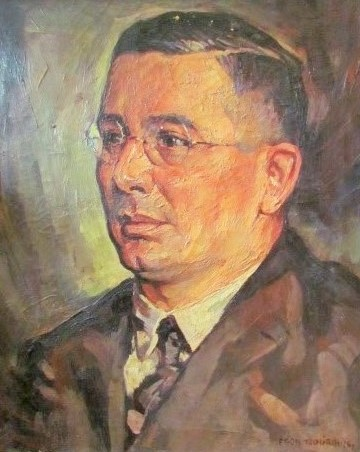
Selbstporträt (1926)
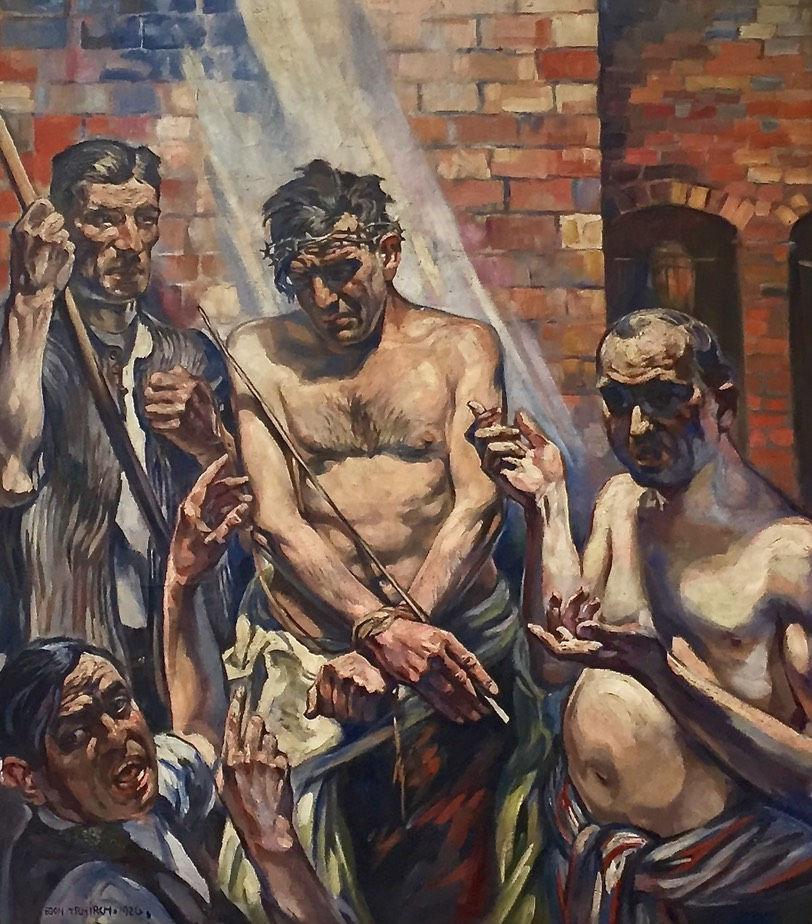
Ecce homo (1926)
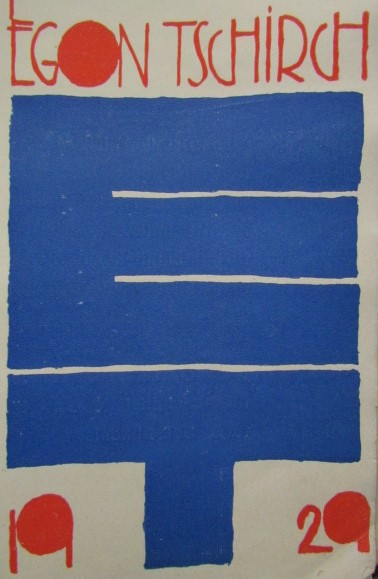
Titelseite Ausstellung (1929)
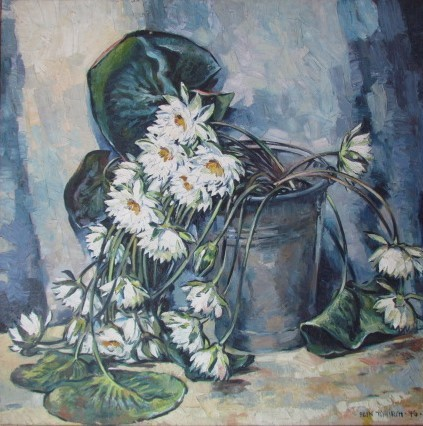
Seerosen (1946)

## Obras de acceso público
- Vista desde Mühlendamm hasta la iglesia de San Nicolás y San Pedro, Museo de Historia Cultural de Rostock
- Peter E. Erichson (1919), Hinstorff Verlag
- Max Samuel (1920), Museo de Historia Cultural de Rostock ; Reproducción en la casa de Max-Samuel Rostock
- P. Erichson (1921), Museo Estatal de Schwerin
- Barcos con pescadores (1922), Museo de Historia Cultural de Rostock
- Warnowfischer (1923), Galería de arte de Rostock
- El Cantar de los Cantares, Hoja 2 y Hoja 11 (1923), Museo de Arte Ahrenshoop
- El Ministro de Finanzas Hans Hennecke, caricatura (1924) (reproducción), Waren/Müritz en la antigua farmacia Löwen (hoy información turística)
- Ecce homo – Jesús con corona de espinas (1926), Iglesia de Santa María, Rostock
- El Consejero Privado Dr. Albert Peters, director de la clínica oftalmológica (1932), Clínica oftalmológica de la Universidad de Rostock
- Rostock de Gehlsdorfer Ufer (1936), Ayuntamiento de Rostock
- Ernst Ratschow (1937) y Clara Ratschow (1938), Biblioteca de la ciudad de Rostock
- Bodegón de flores (1940), Escuela Superior de Música Käthe Kollwitz de Rostock
- La ciudad destruida (1942), Iglesia de Santa María, Rostock